# Diggaon, Chitapur
Diggaon là một làng thuộc tehsil Chitapur, huyện Gulbarga, bang Karnataka, Ấn Độ.